# Iwona Stroynowski
Iwona Teresa Stroynowski (1950) es una inmunóloga polaca-estadounidense y profesora en el Departamento de Inmunología y Microbiología del Centro Médico de la Universidad de Texas Southwestern en Dallas, Texas. Descubrió el proceso de control de la expresión genética llamado atenuación al principio de su carrera, el primer ejemplo de un mecanismo riboswitch. 

## Vida temparana y educación
Stroynowski recibió un doctorado de la Universidad Stanford en 1979 en el campo de genética bajo la supervisión de Joshua Lederberg. Se convirtió en ciudadana estadounidense en 1982. En Stanford, trabajando con Charles Yanofsky, descubrió el sistema de atenuación que regula las vías de síntesis de aminoácidos bacterianos.

## Trayectoria académica y de investigación.
Stroynowski realizó un extenso período de investigación postdoctoral con Leroy Hood en el Instituto de Tecnología de California, durante el cual cambió su área de genética bacteriana a la inmunología celular. Luego se convirtió en profesora asociada en el Centro Médico de la Universidad de Texas Southwestern en el Departamento de Inmunología y Microbiología. Más tarde se convirtió en profesora de inmunología y microbiología. La investigación de Stroynowski profundizó en las funciones de las proteínas no canónicas del complejo mayor de histocompatibilidad. La inducción con interferón de antígenos H-2 fue otro de sus hallazgos. Uno de sus hallazgos más importantes es que el antígeno Qa, un antígeno no variable de histocompatibilidad, tiene una función en la protección de la formación de tumores.